# 찰스 마틴 홀

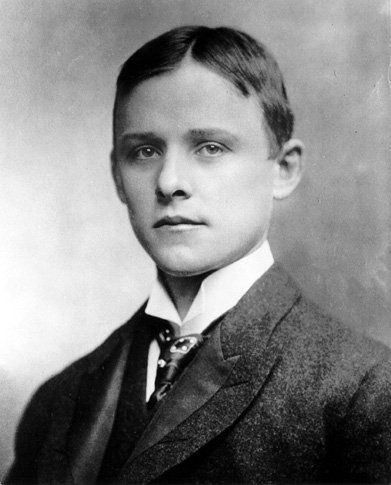
찰스 마틴 홀

찰스 마틴 홀(Charles Martin Hall, 1863년 12월 6일 ~ 1914년 12월 27일)은 미국의 화학자이자 금속공학자이다.
1886년 알루미늄의 전해 야금법인 홀-에루 공정을 발명하였다. 또 에루(Paul Héroult)와 함께 알루미늄 공업을 개척했다.

## 같이 보기
- 알루미늄의 역사

## 참고 자료
- 이 문서에는 다음커뮤니케이션(현 카카오)에서 GFDL 또는 CC-SA 라이선스로 배포한 글로벌 세계대백과사전의 내용을 기초로 작성된 글이 포함되어 있습니다.